# 全国高等学校定時制通信制自転車競技大会
全国高等学校定時制通信制自転車競技大会（ぜんこくこうとうがっこうていじせいつうしんせいじてんしゃきょうぎたいかい）は、日本国内の定時制高校と通信制高校の自転車競技の全国大会。歴史は長く野球と陸上競技に次ぐ歴史がある。

## 概要
全国高等学校定時制通信制自転車競技大会は、1965年から行われ定時制通信制の大会では歴史が長く、2015年に50回記念大会が行われた。実施種目はロードとトラックで行われる。開催地は静岡県伊豆市で行われている。ただし2021年は東京五輪開催の関係から静岡市などで開催された。

## 沿革
- 1965年 第1回大会実施
- 2015年 第50回大会実施